# Oleocanthal
Oleocanthal (Oleo – Öl, canth – Stich, al – Aldehyd) bezeichnet einen Wirkstoff, der erstmals in Olivenöl entdeckt wurde. Chemisch handelt es sich um einen aromatischen Ester mit zwei Aldehydgruppen. Im Labor wirkt es entzündungshemmend und antioxidativ.

## Biologische Wirkungen
Der Wissenschaftler Gary K. Beauchamp, Mitarbeiter vom Monell Institute, publizierte im September 2005 erstmals seine Entdeckung, dass eine Substanz in extra nativem Olivenöl anti-inflammatorische, also entzündungshemmende Wirkung besitzt.
Dabei erregte ein stechender Reiz im Hals bei der Einnahme von Olivenöl seine Aufmerksamkeit, den er schon vorher bei der oralen Applikation von Ibuprofen wahrnahm.
Untersuchungen zeigten, dass genau wie Ibuprofen oder beispielsweise Acetylsalicylsäure das neu entdeckte Oleocanthal das Enzym Cyclooxygenase (COX) hemmt.
Es existieren zwei verschiedene Enzymtypen, COX-1 und COX-2, die verschiedene Aufgaben wie Blutplättchenaggregation oder Entzündungsmediation besitzen. Beide Enzyme werden, wie auch z. B. durch die Acetylsalicylsäure, oder Wirkstoffe aus der Gruppe der NSAID (non-steroidal anti-inflammatory drugs) kompetitiv inhibiert, woraus die antientzündliche Wirkung resultiert.
Da die Konzentration des Oleocanthals in Olivenöl recht gering ist, sollte gelegentlicher Verzehr auch keine negativen Wirkungen nach sich ziehen (50 g natives Olivenöl pro Tag entsprechen 9 mg Oleocanthal). Diese Dosis liegt im Vergleich zu Ibuprofen bei 10 % der für Erwachsene empfohlenen Dosis bei Schmerzen.
Versuche an der Universität von Louisiana mit Labormäusen lassen den Schluss zu, dass das im „Extra-Vergine“-Olivenöl enthaltene Oleocanthal das Risiko einer Alzheimer-Erkrankung reduzieren könnte.